# Rue Danielle-Casanova (Saint-Denis)
Pour les articles homonymes, voir Danielle Casanova (homonymie).
La rue Danielle-Casanova est une voie de communication de Saint-Denis.

## Situation et accès
Son tracé suit brièvement la route nationale 1, d'ouest en est.
Au carrefour de l'avenue Paul-Vaillant-Couturier, au niveau de l'hôpital Casanova, elle franchit l'autoroute A1 par un tunnel, puis se dirige vers le sud en longeant le canal Saint-Denis et en traversant le quartier du Franc-Moisin, où elle croise le cours du rû de Montfort.
Elle se termine au croisement de la rue Francis-de-Pressensé, et est prolongée par la rue Saint-Denis à Aubervilliers.

## Origine du nom
Elle porte le nom de Danielle Casanova, résistante impliquée dans la lutte armée dès la rupture du Pacte germano-soviétique en juin 1941.

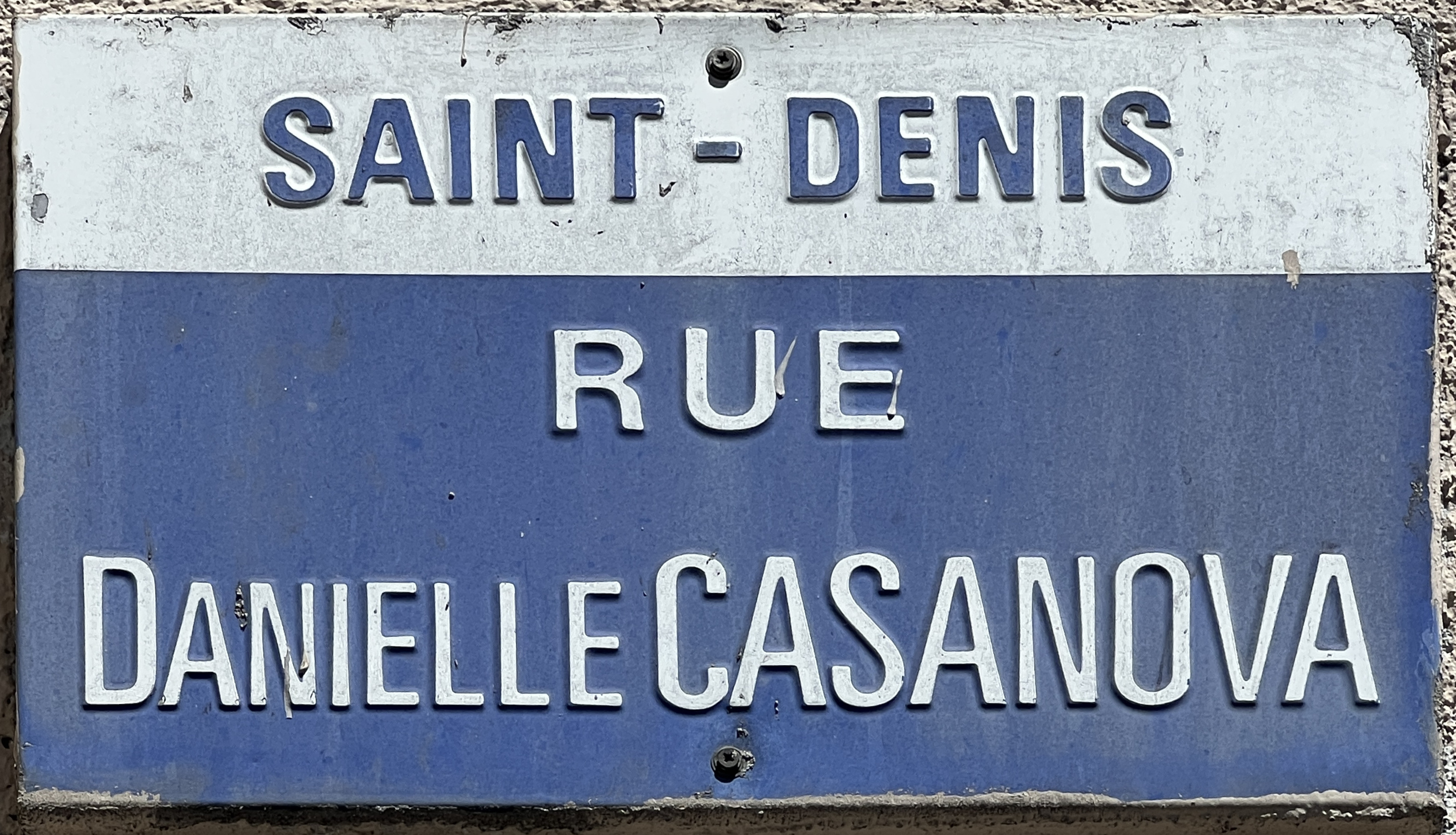
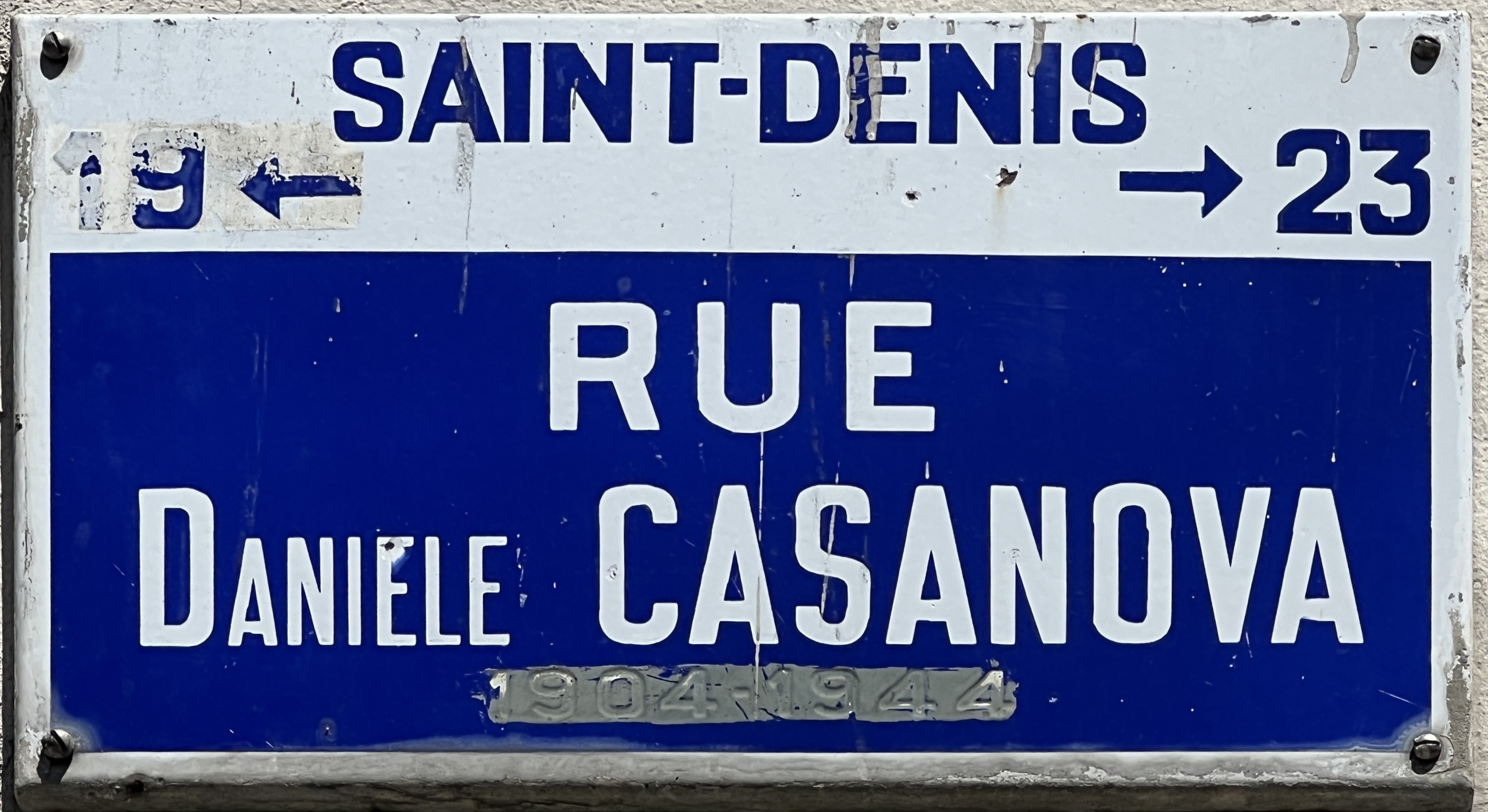

## Historique
Cette voie de communication est le chemin le plus direct vers le centre d'Aubervilliers,.
Cette rue qui s'appelait autrefois « chemin d'Aubervilliers », changeait de nom dans Aubervilliers, pour s'appeler « chemin de Saint-Denis ». La partie dyonisienne s'est ensuite appelée rue du Fort de l'Est.
Elle prend sa dénomination actuelle le 12 mai 1946.
Sa configuration a été bouleversée lors de la construction de l'autoroute A1, entraînant la destruction de 200 logements, et de la salle de cinéma Le Bijou qui se trouvait en face d' l'hôpital.

## Bâtiments remarquables et lieux de mémoire
- Digue du ru de Montfort.
- Hôpital Casanova, un des deux sites du Centre hospitalier de Saint-Denis.